# Cyphosoma
Cyphosoma es un género de escarabajos barrenadores metálicos del orden Coleoptera.

## Especies
- Cyphosoma askenasyi Heyden, 1908
- Cyphosoma euphraticum (Gory y Laporte, 1839)
- Cyphosoma lawsoniae (Chevrolat, 1838)
- Cyphosoma paganettii Obenberger, 1914
- Cyphosoma tataricum (Pallas, 1773)
- Cyphosoma turcomanicum (Kraatz, 1883)
- Cyphosoma veselyi Obenberger, 1925